# Рубль Російської імперії
Рубль — грошова одиниця Російської імперії. Срібний рубль було введено в обіг у 1704 р., монета була рівна європейському талеру (28.3 гр), але до середини XIX ст. вага рубля зменшилась до 20.0 гр.
З 1762 року в Російській імперії випускають паперові рублі — асигнації, які мали плаваючий курс до срібної монети. Лише за результатом грошової реформи С. Ю. Вітте паперовий рубель прирівняли до 17,424 долі чистого золота або 1/10 імперіала.
Після Лютневої революції 1917 р. царський рубель використовувався в усіх постімперських республіках, і, навіть, неофіційно випускався в РСФРР для операцій на світовому ринку.

## Поява рубля

### Етимологія
Існує безліч версій походження слова «рубель». Основні версії розходяться в деталях, але сходяться в тому, що спільнокореневим є дієслово «рубати». Відповідно до Етимологічного словника Макса Фасмера, спочатку рубель — це «обрубок, затичка», потім, з 1316 року в письмових джерелах — це «назва грошової одиниці… Від „рубати“, тобто „обрубок гривні“».
Як грошова одиниця, рубель вживається з XIII ст. (в Москві — половинний обрубок гривні).

### Грошова реформа 1654 року

#### Московський рубль і «єфимок з признаком»
У XVI—XVII ст. в грошовому обігу Московського царства перебували дрібні срібні монети: копійка (0.48 гр.), денга (1/2 копійки, 0.24 гр.) і полушка (1/4 копійки, 0.12 гр.), при цьому рубель був одиницею лічби. Дрібні монети були незручними у використанні, неохоче використовувались населенням, а на території Гетьманщини і країн Балтії взагалі не визнавались населенням.
У цей період по всій Московській державі до товаро-грошових відносин стали активно залучати привезені в Європи талери, які в Росії називали «єфимками» (перші талери карбувались у місті Йохімсталь. Від назви міста пішла назва монети — єфимок).
У 1654 р. вперше в практиці російської монетної справи було вирішено випустити велику монету, яка б замінила собою талери.
Цар Олексій Михайлович розпорядився з накопичених в казні талерів викарбувати рублі. На одному боці був зображений орел в квадраті (картуші) і в орнаментах, рік літерами («лѣта 7162») і напис «РУБЛЬ». На іншій стороні цар-вершник на коні, по колу напис: «Божиею милостию великий государь, црь и великій кнзь Алексѣй Михайлович всея Великія и Малыя Россіи».
Крім рублів, випускалися півполтини (1/4рубля= 25копійок), які карбувалися на секторах розрубаних начетверо талерів.
Оскільки московський рубель зробили рівним за вагою до європейських талерів — 28.3 гр., то він став дорівнювати 64 копійки, але царський уряд штучно дорівняв рубель до 100 копійок. Це призвело до зникнення з обігу дрібних монет, що осіли в скарбах, тому у 1655 р. карбування рублів було припинене.
Замість цього на московському монетному дворі почали робити надкарбування на талерах у вигляді двоголового орла і року випуску (вперше в Росії за грегоріанським календарем і арабськими цифрами) і випускати ці монети в обіг за справедливою ціною — 64 копійки.
У народі ці монети прозвали «єфимками з признаком». На відміну від рублів 1654 р., ці монети населення приймало так само охоче, як і талери, а от на заході «ефимки» не визнавались.
Всього у 1655—1656 рр. було випущено понад 1 млн «єфимків з признаком», вони використовувалися до грошової реформи Петра І.

#### Мідна копійка
Для обслуговування внутрішньої торгівлі восени 1655 року вирішено розпочати випуск копійок з мідного дроту, по оформленню і техніці карбування ідентичних срібним. Причиною випуску мідних «чешуйок» став дефіцит срібла в державній казні. Використання цих монет указом обмежувалося європейською частиною Росії — ні з європейськими купцями, ні з Сибіром ними торгувати не дозволялося. З 1658—1659 років збирання податків і мит було велено робити сріблом, а виплати з казни — мідними монетами. Грошова реформа повністю переорієнтувалася на чисто фіскальні цілі. Народ мав приймати їх за однією ціною зі срібними копійками.
Надмірний випуск мідних копійок (40000 шт. з пуда, 20 млн рублів міддю за 1655 р.) призвів до падіння ціни мідних копійок відносно до срібних.
До 1662 року за срібну копійку стали давати 15 мідних. Знецінення мідних копійок викликала розлад грошового обігу, дорожнечу і голод. Селяни відмовлялися продавати зерно, а купці — товари за мідь. Незабаром після Мідного бунту в Москві, який спалахнув у 1662 році, а також ряду народних хвилювань в інших містах, в тому числі Новгороді і Пскові, карбування мідних копійок була припинено, відновилось карбування срібних копійок. Мідні монети були вилучені з обігу, протягом місяця після скасування реформи скарбниця викуповувала мідні копійки за курсом: 100 мідних копійок за 1 срібну.
В останнє десятиліття XVII ст., через дефіцит срібної монети, і без того дрібні копійки почали рубати надвоє, утворюючи, таким чином, з копійки 2 дєнги.

## Грошова реформа Петра І
Для раціональної організації грошового обігу в державі був необхідний набір грошей великих і дрібних номіналів. Росія, яка все більше долучалась до зовнішньої торгівлі із Західною Європою, повинна була реформувати свою грошову систему на основі, схожою з грошовими системами західноєвропейських держав.

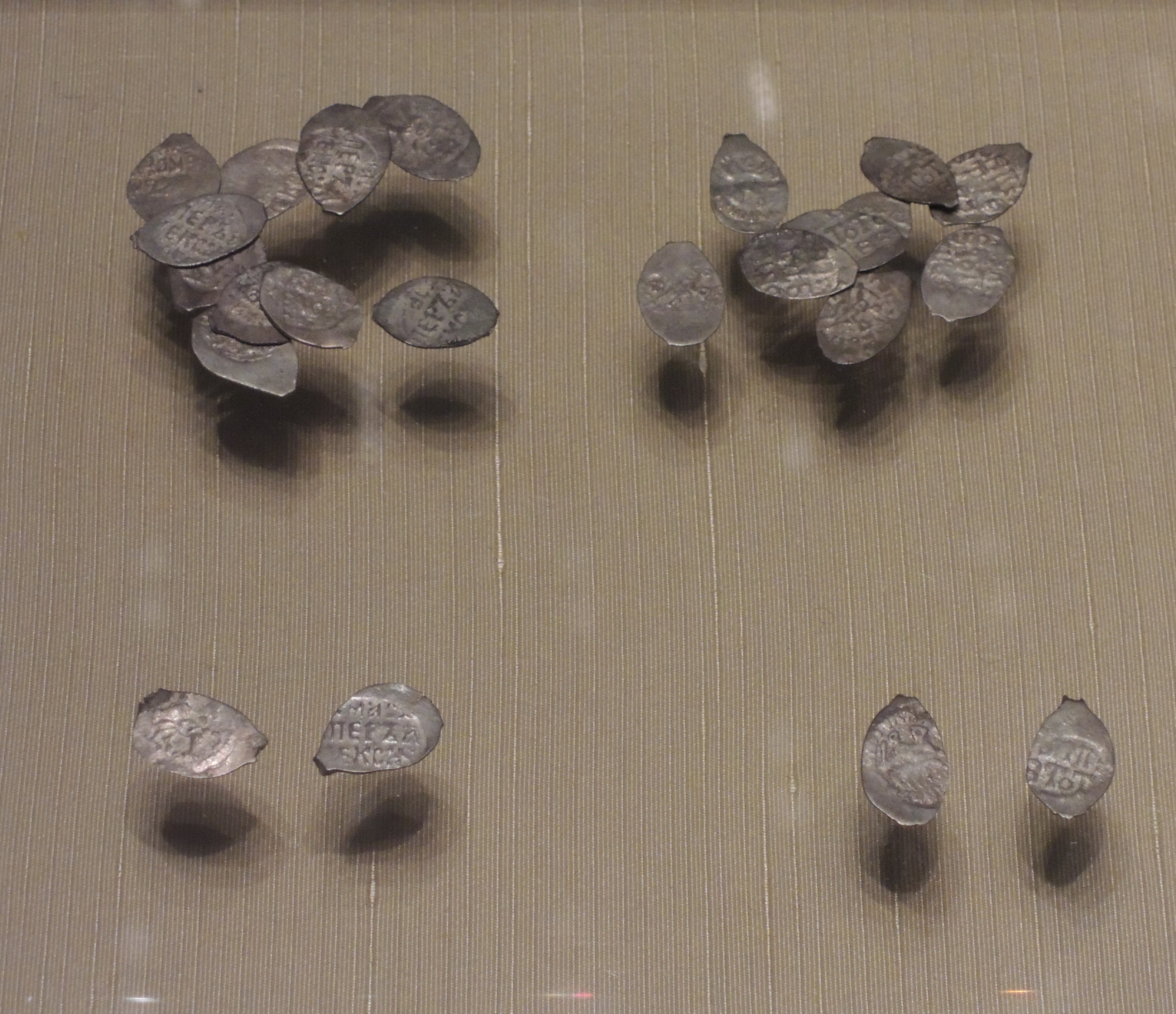
Старі срібні «чешуйкі»

Гроші виступають мірою ваги і вартості, засобом обігу і платежу, а також виконують і прокламативну роль. Російські срібні монети в традиційному оформленні — невеликих розмірів, із зображенням вершника на лицьовій стороні і з ім'ям і коротким титулом царя на зворотному — значно програвали в репрезентативності великим західноєвропейським монетам типу талерів.
У Росії формувалась абсолютна монархія, яка була персоніфікована в Петрі I, який став одноосібним володарем величезної держави, і вимагала від грошей пропаганди деякої нової суми ідей: божественного походження царської влади, її необмеженого самодержавного характеру. Маленька непоказна копійка в цьому відношенні мала вельми скромні можливості.
Успіх реформи мав принести в казну гроші, необхідні для подальших державних реформ.
Ці обставини спонукали Петра I до грошової реформи, що визначила розвиток грошової системи країни на наступні 200 років.

### Підготовка реформи
Оскільки в Росії своїх запасів дорогоцінних металів видобувалося мало, то для карбування монети його набували різними способами. Наприклад сенатським указом від 15 вересня 1713 року для продовження карбування монет санкціонувався викуп старих монет на території України:
```
«В Малороссийских городах на ярмарках золото, серебро, ефимки, старые деньги и медь покупать на Великого Государя на Денежные дворы, и для той покупки на те ярмарки послать гостиной сотни Ивана Боровитинова, да с ним послать к той покупке за обычного человека из Купецкой Палаты, на ту покупку денег с денежного двора 6.000 рублей с целовальники, с сколькими человеки пристойно, и покупать им то все по указным пробам и по указным же ценам без передачи всяких чинов у людей повольною ценой, а принуждения и обид в той покупке отнюдь никому никаких не чинить…
[
6
]
»
```

З 1696 року почали карбувати срібні копійки старого типу із датуванням. У 1698 році вагу срібних копійок зменшили до 0.28 грамів, що дорівнювало 1/100 європейського талера, з яким мав зрівнятись російський рубель. Стару срібну копійку карбували до 1718 року і наказували приймати з новою монетою, а вилучили з обігу лише у 20-і роки XVIII ст.

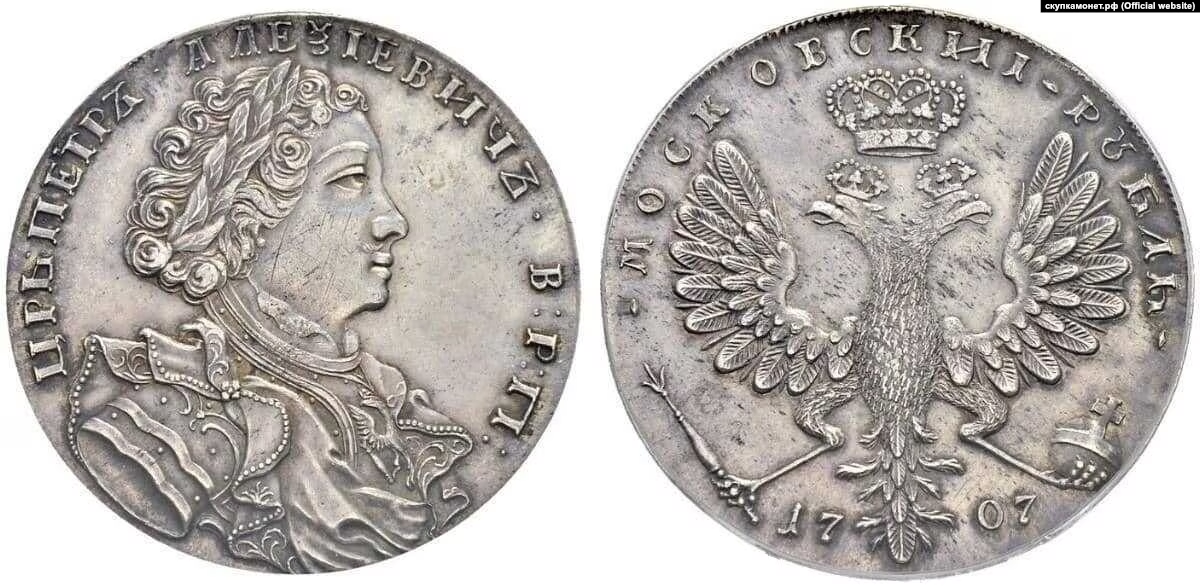
Монета 1707 року із зображенням царя Петра I, правителя Московського царства. На аверсі монети напис: «московський рубль»

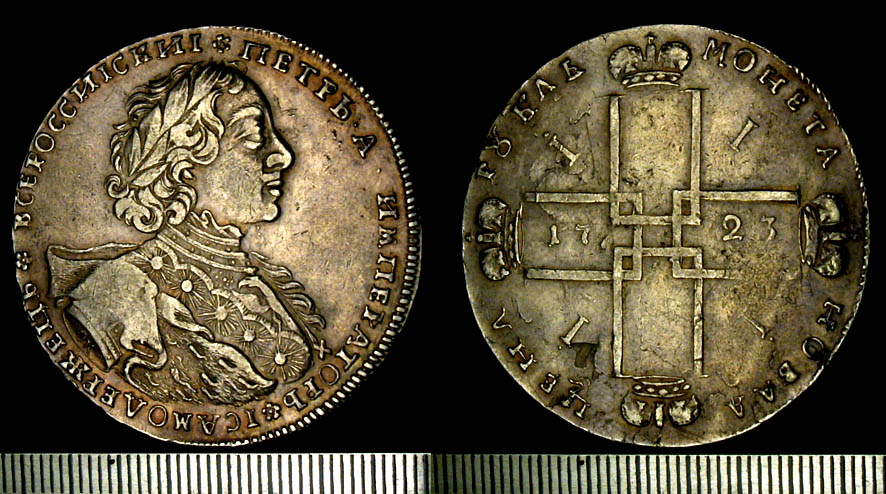
Петровський рубель 1723 р.

### Проведення реформи

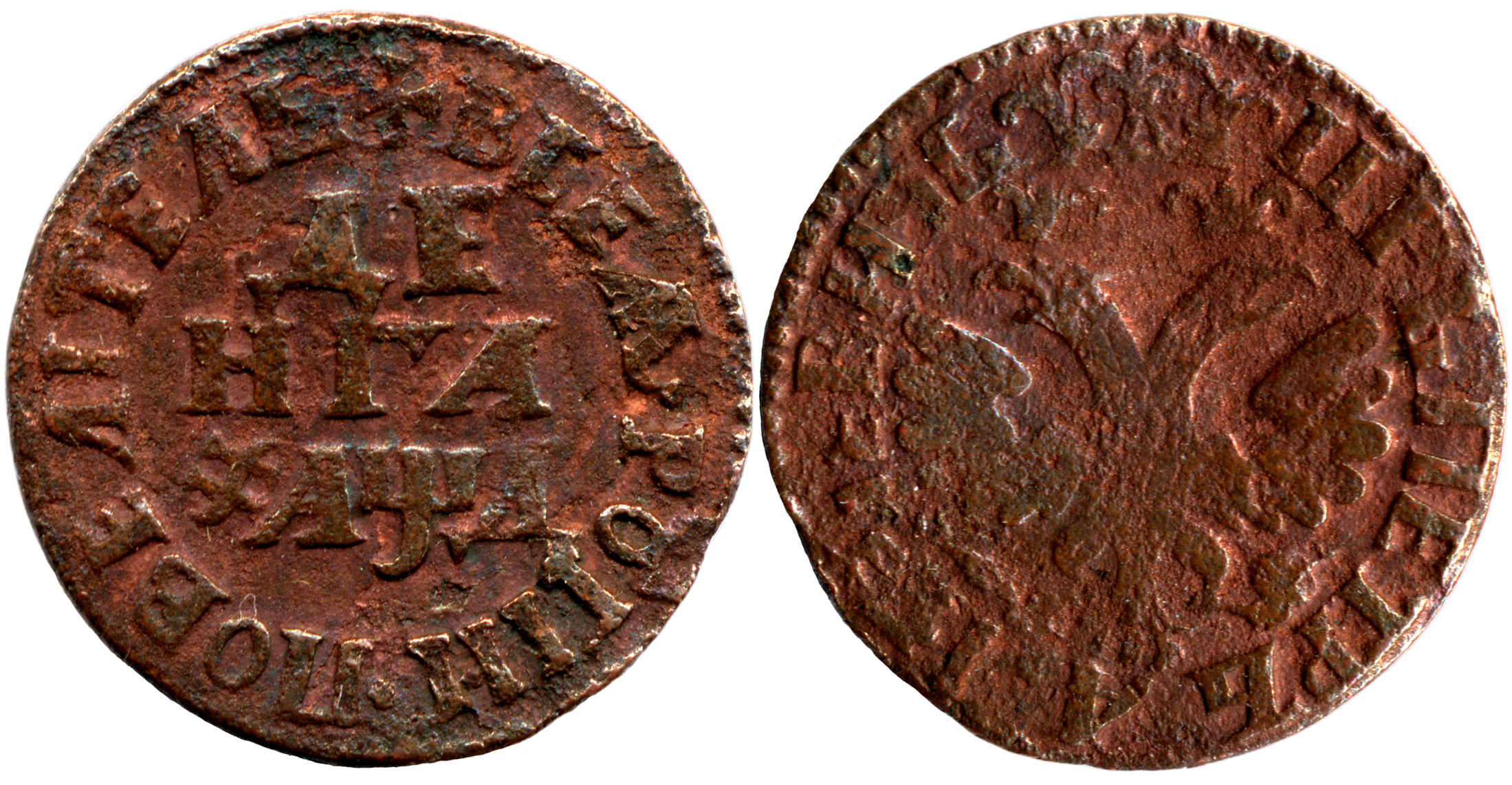
Нова мідна монета. Дєнга 1704 р.

У 1700 р. почалося карбування мідних круглих монет — дєнег (1/2 копійки), полушек (1/4 копійки), півполушек (1/8 копійки), тобто номіналів менших, ніж копійка. Мідні монети карбувалися в кількостях, що не перевищують потреб роздрібної торгівлі. Цим була ліквідована небезпека складання різних курсів срібла і міді, попереджено зникнення з обігу срібних монет.
Мідну копійку було введено в обіг лише у 1704 році, після введення усіх інших номіналів окрім рубля. При чому вона мала зображення і датування подібне до срібних копійок. Введення копійки в останній момент мало попередити виникнення чергового «мідного» бунту.
з 1701 року було введено в обіг срібні полтини (50 копійок), півполтини (25 копійок), гривеник (10 копійок), десять дєнег (5 копійок), алтин (3 копійки).
Найдорожчу — золоту монету стали випускати з 1701 р. Червоні, або золоті, дукати не мали визначеного номіналу, але по вазі і пробі вони відповідали європейським дукатам. В народі їх часто іменували «червінцями».
Червінці були двох номіналів. Вага одинарних становила 3,458 гр. золота, подвійні були відповідно в два рази важче.
У 1704 р. з'явився і срібний рубель, який важив 28.44 гр. (по ваговій нормі дорівнював талеру). Він став не тільки рахунковою одиницею, але і монетою. На монеті був зображений сам цар, а на звороті — двоголовий орел, або монограма з 4 літер «П»
Нову монету охоче приймали в усіх регіонах Росії, а також закордоном.

## Рубель після Петра І
У наступні роки рубель фактично не змінився. Мінялись лише портрети імператорів на монета. Натомість випуск дрібних монет значно збільшився. За Катерини І відбувся масовий випуск «хрестових» мідних п'ятаків, а за Анни Іоанівни було масово випущено монети номіналом — дєнга.
У роки Семилітньої війни, видатки на армію підірвали економіку держави, через що було зменшено монетну стопу (з пуда міді робили монет на 16 рублів), а старі «хрестові» п'ятаки почали вилучати з обігу і перекарбовувати на двокопійочники. 1 912 000 рублів мідними копійками було виготовлено зі старих мідних гармат.
З 1755 року на красному (московському) і петербурзькому монетних дворах почали випускати монети вартістю 5 та 10 рублів, які отримали назву «півімперіал», та «імперіал». Для них було встановлено 88-му золотникову пробу сплаву. За Петра ІІІ проба стала 72 золотниковою.
За Катерини ІІ дефіцит державного бюджету сягнув 200 млн рублів. Його намагалися покрити різними способами, і один з них — зміна монетної стопи. Почався масовий випуск мідних монет, загальною сумою на 5,5 млн рублів. А срібний рубель став важити 24 гр.
Розв'язання Російсько-турецької війни 1768—1774 рр. і пов'язане з цим зростання видатків та державного боргу, який сягнув 1 880 100 рублів, дали привід для випуску паперових грошей, які б забезпечувались не сріблом, а мідною монетою. Згідно з проектом генерал-прокурора князя Олександра Вяземського, передбачалось створення Асигнаційного Банку із статутним капіталом 2 млн рублів міддю, які мали забезпечувати випуск асигнацій, котрих до кінця 1768 року планувалось надрукувати на суму 2,5 млн рублів.
Асигнації ввели в обіг 29 грудня 1768 року. Були випущені папери номіналами в 25, 50, 75 та 100 рублів. На вигляд вони нагадували розписку на кольоровому папері, а друкувались на пергаменті з водяними знаками і печаткою. Вільний обмін на мідну монету сприяв росту довіри населення до асигнацій.
До 1770 р. було випущено в обіг асигнацій на суму в 5 млн рублів. Зростання державних видатків змушувало збільшувати емісію щороку. У 1785 р. на ринку налічувалось асигнацій на суму 45 млн рублів, а у 1796 р. — 158 млн рублів. В цій ситуації виник брак мідної монети, яка нагромадилась в Асигнаційному банку; почалась інфляція, і уряду довелось обмежувати обмін асигнацій на монети. Через це до 1794 року за 1 рубель асигнаціями давали 68 копійок. Паралельно велась надмасова емісія мідних п'ятикопійочних монет, вагою в 50 гр.
За царювання Павла І змінився вигляд срібного рубля, з нього зник портрет царя, замість якого було вміщено 4 літери «П» у вигляді хреста, подібно петровським рублям. Продовжувався масовий випуск мідної монети, але тепер номіналами 1 і 2 копійки.
Продовжувалось використання катериненських асигнації, але тепер на короткий проміжок часу було відновлено їх обмін на монети, за курсом — 100 копійок = 1.3 рубля асигнаціями.
У роки Олександра І, через війну з наполеонівською Францією, довелось зменшити стопу випуску мідних монет, тепер їх карбували на суму 24 рублі з пуда.
Згідно указу від 20 червня 1810 р., срібний рубель оголошувався головною монетною одиницею Російської імперії. Всі інші монети були прив'язані до курсу рубля. Рублі Олександра І важили вже 20,7 гр.
На території України в той час, крім рублів випущених в центральній Росії, почали ходити рублі варшавського монетного двору. У 1810 р. уряд Росії викупив у нащадків Станіслава Августа будівлю монетного двору з усім устаткуванням. У 1815—1841 рр. там випускались срібні, мідні і золоті монети для Польського Королівства у складі Російської імперії, але ці монети не були заборонені для обігу в усій імперії, і тому часто потрапляли в Україну. На польських монетах ставився подвійний номінал — за польською монетною системою і російською. У Варшаві випускались монети в 3 рублі/20 злотих з золота, срібні 1 1/2 і 1 3/4 рублі, 30 і 15 копійок.
За катерининські і нові асигнації у 1810 р. давали 25 копійок сріблом. 2 лютого цар підписав маніфест, який передбачав здійснення наступних кроків: скорочення державних видатків; припинення випуску асигнацій та повернення ім номінальної вартості, за якою держава викупила їх в населення. Цікавий факт: за номінальною вартістю держава викупала також наполеонівські підробки.
У 1818 р. було надруковано нові асигнації, номіналом 5, 10, 25, 50, 100 та 200 рублів. Нові асигнації швидко знецінились до рекордного рівня — 20 копійок за 1 рубель, тому було розпочато поступове вилучення паперових грошей з обігу.

### МонометалізмЄ. Канкріна

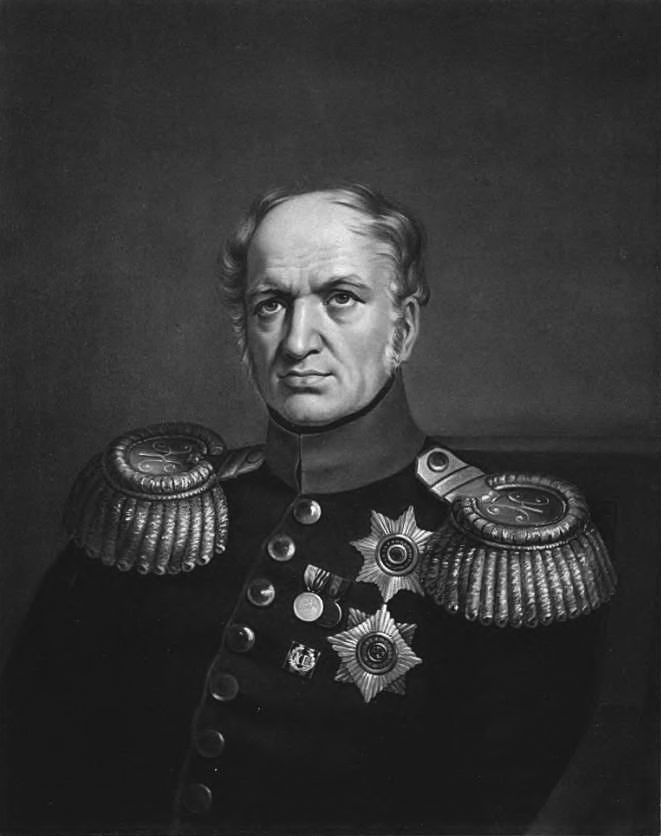
Міністр фінансів Російської імперії Єгор Канкрін

У 1823 р. міністром фінансів став Єгор Канкрін, який відзначався дуже обережним ставленням до реформування державних фінансів імперії. Він відразу ж припинив викуп асигнацій як недоцільне розтрачання державних грошей. Випуск нових асигнацій було припинено, натомість збільшився випуск срібної і золотої монети. Була розпочата грошова реформа, яка змогла вберегти російські фінанси від падіння до початку чергової кримської війни.
Перший етап грошової реформи 1839—1843 рр. розпочався з видання 1 липня 1839 маніфесту «Про влаштування грошової системи». Міністр фінансів перейшов до політики суворої економії, були підняті акцизи на вино і ввізні мита. Згідно з маніфестом з 1 січня 1840 в Росії всі угоди повинні були обчислюватися виключно в сріблі. Головним засобом платежу ставав срібний рубель із вмістом чистого срібла 4 золотника 21 доля (18 гр. чистого золота). Державні асигнації, згідно з первісним призначенням визнавались допоміжними грошовими знаками. Вони повинні були прийматися за незмінним курсом (3 руб. 50 коп. асигнаціями за срібний рубель). Надходження в скарбницю і видача грошей з неї обчислювалися в срібних рублях. Самі ж платежі могли здійснюватися як у дзвінкій монеті, так і в асигнаціях. Золота монета повинна була прийматися і видаватися з казенних установ з 3 % надбавкою від її номінальної вартості.
Другим етапом грошової реформи стала емісія кредитних білетів «сохранної» казни, виховних будинків і Державного позикового банку. Вона здійснювалась у відповідності з маніфестом від 1 липня 1841 «Про випуск в народний обіг кредитних білетів на 30 мільйонів сріблом». Прийняття цього акту не розглядалося як захід щодо впорядкування грошового обігу, а було викликано економічною необхідністю. У 1840 р. у середній смузі Росії був сильний неврожай. Почалося посилене вилучення вкладів з кредитних установ. Банки перебували на межі банкрутства. Цьому значною мірою сприяла система перманентних «позаимствований» з державних кредитних установ, в силу чого вони виявилися не в змозі не тільки відкривати кредити, але і видавати вклади. 26 лютого 1841 як екстрений захід було ухвалено рішення про емісію кредитних білетів з метою надання допомоги державним кредитним установам і скарбниці. Білети вільно розмінювалися на срібну монету.
Отже, починаючи з 1841 р. в Росії паралельно в обігу перебували три види паперових грошових знаків: асигнації, депозитні та кредитні білети. Їх економічна сутність була різна. Асигнації були засобом обігу і платежу, їх реальна вартість була в чотири рази нижче номінальної. Депозитні білети були фактично квитанціями на срібло. Вони перебували в обігу у розмірі, що дорівнює сумі вкладів, і скарбниця не мала додаткових доходів від їх емісії.
На останньому етапі у відповідності з проектом реформи повинна була відбутися заміна асигнацій на депозитні білети. Але емісія депозитних білетів не приносила додаткових доходів державі. У той же час в обігу перебували стійкі паперові грошові знаки, лише частково покриті металом, — кредитні білети. Їх емісія була вигідна для скарбниці. Тому уряд ухвалив рішення про розширення випуску в обіг кредитних, а не депозитних квитків. В результаті на третьому етапі реформи асигнації, депозитні білети були обмінені на кредитні білети. Обмін здійснювався на основі маніфесту «Про заміну асигнацій та інших грошових представників кредитними квитками» від 1 червня 1843 року.
Асигнації були девальвовані, їх обмін припинився з 13 квітня 1851, а обмін депозитних білетів — з 1 березня 1853 року. Депозитні та кредитні білети 1841 р., розмінні на срібло, обмінювалися за номіналом.
У результаті проведення реформи в Росії була створена система грошового обігу, при якій паперові гроші розмінювалися на срібло і золото. Кредитні білети мали на 35-40 % золоте і срібне забезпечення. Законодавство в галузі грошового обігу, що склався в результаті реформи Єгора Канкріна, забороняло випуск кредитних білетів для кредитування торгівлі.
Золоті імперіали і полуімпериали карбувалися з написом «десять рублів» і «п'ять рублів», причому уряд прагнув закріпити за допомогою законодавства вартісне відношення між золотим і срібним рубльом.
Маніфест від 1 липня 1839 р. встановлював, що «золота монета в казну і кредитні встановлення приймається і з них видається 3 % вище номінальної її вартості, а саме — імперіал в 10 руб. 30 коп. і півімперіал в 5 руб. 15 коп. сріблом».
Кредитні білети міняли не тільки на срібло, але й на золото. Розмін цей проводився «з дотриманням зазначеного між цими грошима співвідношення» — 103 руб. кредитними білетами обмінювалися на 103 руб. сріблом або на 100 руб. золотом, тобто уряд прагнув закріпити за кредитним рублем не тільки певний срібний, але і золотий вміст.
Також, в ході реформи були випущені нові мідні монети, номіналами від 1/4 копійки до 3 копійок. На нових монетах зазначалось: «Копѣйка серебромъ». Нові монети були більші за розміром і вагою від попередніх, і вміст міді в них дорівнював кількості срібла на суму в номінал монети.

#### Криза 1853—1885рр. Реформа С.Вітте
У 1854 році банківська система Росії почала відчувати труднощі: з початком міжнародних ускладнень, що передували Кримській війні, курс рубля до європейських валют впав, і населення почало активно розмінювати кредитні білети на монету. Уряд у відповідь почав вводити різні обмеження щодо сум та умов обміну, в основному щодо золотої монети. Нарешті, в 1858 році обмін кредитних білетів на золото і срібло був повністю припинений. Кредитні білети перетворилися на незабезпечені гроші, відношення вартості срібла і золота до них тепер визначалося ринком. Метал в золотій і срібній монеті тепер коштував дорожче їх номіналу, у зв'язку з чим ці види монет вийшли з внутрішнього грошового обігу — тепер населення розглядало їх як злитки дорогоцінних металів. Скарбниця продовжувала використовувати імперіали для виплати купонного доходу по державних позиках, номінованим в золоті. З травня 1862 року по листопад 1863 року уряд в спробі відновити металевий грошовий обіг обмінював кредитні квитки на дзвінку монету, але по вичерпанні розмінного фонду відмовився від своїх планів.
Формально рубель як і раніше вважався кредитним (забезпеченими), але фактично ж таким не був. У 1877 році держава вимагає сплачувати митні збори російської золотою монетою, після чого в загальних рисах сформувалася та система грошового обігу, яка, з невеликими модифікаціями, діяла до 1897 року. Ця система була двовалютною з плаваючим курсом валют: з паперовим рублем як основною валютою, і золотим монетним рублем як спеціальною валютою для зовнішньої торгівлі.
Срібний рубель фактично зник з обігу і використовувався лише для облікових цілей. Біметалічний грошовий обіг у Росії припинив існування через нестачу державних фінансів. Але відновити його виявилося неможливим вже з іншої причини: з початку 1860-х років у світі зріс видобуток срібла, і, завдяки новим технологіям, знизилась його собівартість. В результаті срібло, історично ставилось до золота як 1:15, з кінця 1860-х стало дешевшати. Вже в першій половині 1870-х років країни, що мали біметалічний грошовий обіг, закрили вільний розмін на срібло і тим самим перейшли на золотий стандарт.
Золотий рубель також мав змінну ринкову вартість, що відрізнялась від теоретичної паритетної; коливання визначалися величиною поточного попиту і пропозиції на валюту. Коливання були жорстко обмежені золотими точками експорту і імпорту — величиною витрат на перевезення, страхування в шляхи і перекарбовування однієї валюти в іншу. Коли ринковий курс доходив до золотої точки, учасникам ринку ставало вигідніше не купувати векселі на валюту, а фізично перемістити і перекарбувати золоті рублі. Відхилення золотої точки від паритету починалося від 0,9 % (операції на Берлін) і доходило до 4,1 % (операції на Нью-Йорк). Держава продовжувала дотримуватися свого зобов'язання карбувати монету з золота, принесеного приватними особами; а карбування повновагої срібної монети була невигідна для власників срібла і фактично припинилася.
Кредитний рубель на міжнародному ринку вів себе як волатильна валюта, його курс легко розгойдувався при впливі на ринок спекулянтів. В кінці 1880-х нормальними вважалися річні відхилення до 25 % різниці між максимумом і мінімумом курсу. Курс рубля міг утримуватися від коливань, тільки якщо уряд справляв в необхідних випадках ринкові інтервенції. В цьому крилась інша небезпека: уряд не вміло боровся з використанням службової інформації для отримання особистої вигоди. У 1892 році голова Комітету фінансів А. А. Абаза був викритий у тому, що грав на позикові гроші і на курс рубля, використовуючи секретну службову інформацію. Разом з тим, ще з кінця 1870-х виявився аттрактор курсу рубля — 66 копійок золотом за кредитний рубель; понад 10 років середньорічні значення курсу майже не відхилялися від цієї величини.
До початку 1880-х років уряд став готуватися до поступового переходу на золотий грошовий обіг. Активну і успішну політику в цьому напрямку проводили міністри фінансів Микола Бунге (1881—1886) та Іван Вишнеградський (1887—1892), а завершена ця робота була за Сергія Вітте (1892—1903).

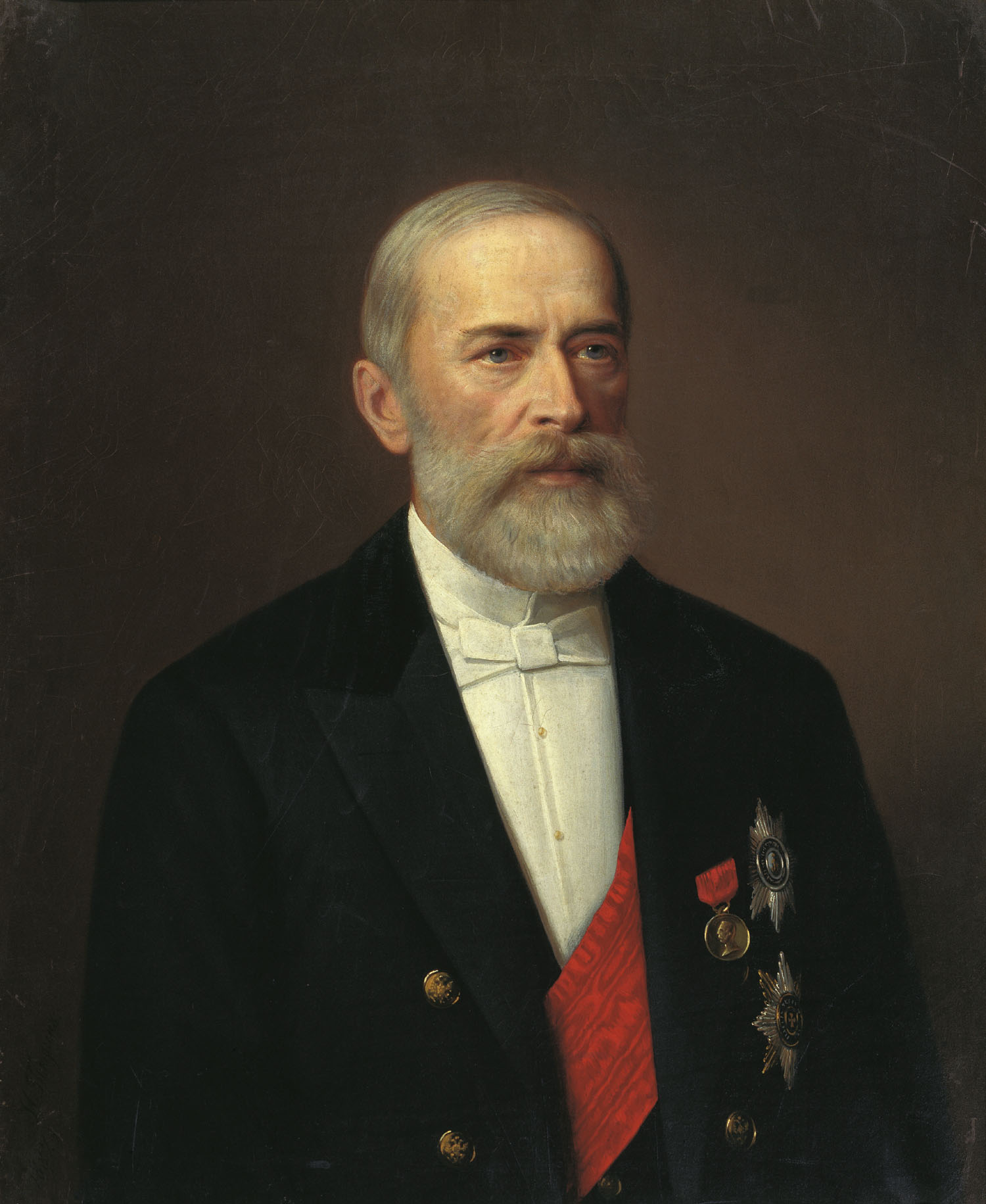
Микола Бунге

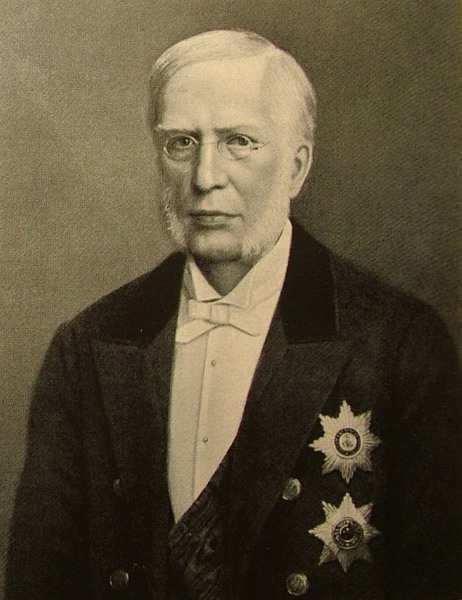
Іван Вишнєградський

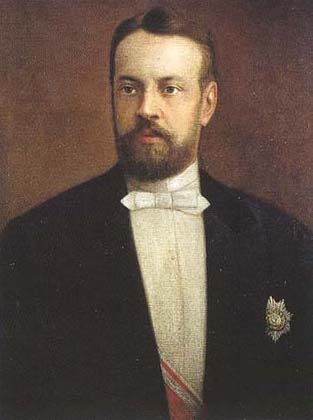
Сергій Вітте

З 1884 року почалося поступове накопичення скарбницею золотого фонду; фонд умовно називався розмінним, але не використовувався для гарантування банкнот або для їх розміну і, отже, не впливав на поточний грошовий обіг. З 1888 року було прийнято за правило, що при випуску чергових серій кредитних білетів рівна їм сума в золоті депонувалась у Державному банку. Банкноти, не забезпечені золотом в розмінному фонді, іменувалися тимчасово-випущеними; держава поступово виводила їх з обігу. Сальдо розрахункового балансу за весь час дії монетної системи 1885 року було для Росії негативним — золото мало тенденцію витікати з країни. Відповідно, підвищення золотого запасу, який мала скарбниця, не могло відбуватися інакше як при зростанні зовнішньої заборгованості Росії — держава безперервно займала все нові й нові кошти на зовнішньому ринку. Ні активний торговий баланс (за 1882—1897 роки експорт продукції перевищив імпорт на 2635 млн рублів), ні збільшення видобутку золота (у першій половині 1890-х років середньорічний видобуток золота досяг 42 202,7 кг, що становить 17,2 % світового видобутку) не змінювало цієї картини.
З літа 1890 року уряд перейшов до політики підтримки курсу кредитного рубля на рівні 3:2, тобто 150 кредитних копійок за золотий рубель. Курс підтримувався шляхом купівлі золота на ринку (кредитний рубель в той період демонстрував тенденцію до підвищення). З 1893 року уряд перейшов до непрямих заходів по боротьбі з коливаннями курсу кредитного рубля. Були заборонені форвардні і безпоставкові (на курсову різницю) угоди на золотий рубель на російських біржах. Міністерство фінансів проводило індивідуальні переговори з банками та великими біржовими гравцями, використовуючи адміністративний ресурс для неофіційної заборони участі в угодах на курс кредитного рубля. Зусилля уряду були успішними, і до кінця 1893 року кредитний рубель став показувати низьку волатильність (коливання не більше 3 % від цільового курсу — 3:2).
Влітку 1893 року вартість срібла щодо золота впала нижче його (срібла) номінальної ціни в повноваговій срібній монеті (це було викликане технологічними причинами — здешевленням і збільшенням світового видобутку), тобто банківська срібна монета стала неповноваговою і перестала відрізнятися від розмінної. Уряд не міг підтримувати вигідне вільне карбування срібної монети з принесеного приватними особами срібла і 16 червня 1893 року відкликало це своє зобов'язання. Разом з тим, тепер срібна монета перестала випадати з обігу, і скарбниця змогла почати її карбування з власного срібла. Враховуючи, що срібло тепер коштувало дешевше монети, скарбниця стала отримувати при цій операції дохід. Виготовлення фальшивої срібної монети, раніше безглузде, тепер стало можливим, і уряд заборонив ввезення в країну іноземної срібної монети. До 1895 року курс кредитного рубля настільки стабілізувався у відношенні 3:2, що в травні уряд дозволив укладати угоди та здійснювати розрахунок на золоту монету за поточним біржовим курсом. Це повинно було показати ринку, що спекуляція на золотому рублі більше неможлива, так як уряд має достатньої фінансової сили, щоб утримувати його курс.
З 1895 року уряд став тимчасово приймати різні податки і збори в золотій монеті, вважаючи імперіал (10 рублів) за 14 рублів 80 копійок на кредитних білетах (на 20 копійок менше ідеального для уряду ринкового курсу); види податків, для яких це було можливо, і дозволені періоди встановлювалися індивідуально для кожного випадку. З початку 1896 року курс був піднятий до 15 рублів, що значно полегшило усні розрахунки. У серпні 1896 року Найвищим указом було оголошено, що курс в 15 кредитних рублів за імперіал буде використовуватися як мінімум до грудня 1897 року і далі, якщо не буде особливого розпорядження про його скасування.
У 1896 році казна, до великого незадоволення публіки, стала примусово насичувати грошовий обіг золотою монетою. Купюри в 1, 3 і 5 рублів вилучалися з обігу, а натомість скарбниця стала виробляти значну частину платежів імперіалами і півімперіалами. До цього моменту 90 % населення (за оцінкою економіста С. Ф. Шарапова) ніколи не бачило золотої монети, і те, що номінал цих монет (10 і 5 рублів) не відповідав їх реальній ціні (15 і 7,5 рубля), призводило до численних непорозумінь. Таким чином, у 1895—1896 роках грошова система практично перетворилася в монометалічну золоту. Курс кредитного рубля до золотого виявився де-факто фіксованим, скарбниця (шляхом прийняття золотого рубля в платежі за фіксованою ціною) гарантувала, що він не підніметься вище. Єдина відмінність з повноцінним золотим грошовим обігом полягала в тому, що скарбниця не гарантувала, що буде підтримувати цей курс постійно. Крім того, замість зобов'язання нелімітовано розмінювати на золото кредитні білети скарбниця де-факто гарантувала, що вона буде підтримувати стабільний біржовий курс, що дозволяє кожному виконати цю операцію на вільному ринку. Імперіали і півімперіали, що були в обігу, отримали фактичний номінал 15 і 7,5 рублів, хоча на них було позначено — 10 і 5 рублів.
Нарешті, після року успішної дії «майже золотої» грошової системи, з 3 січня 1897 року уряд перейшов на повноцінний золотий грошовий обіг. Десятирублевий імперіал отримав, при збереженні колишньої ваги в золоті, новий номінал в 15 рублів (тобто золотий рубель був формально девальвований до поточного курсу кредитного рубля); був оголошений вільний обмін кредитного рубля на золоту монету і назад; зобов'язання про обмін кредитного рубля на срібло і назад було ліквідовано; вільне карбування золотої монети зберігалося, вільна чеканка срібної монети (скасована в 1893 році) більше не поновлювалася і остаточно перейшла в руки держави, вся срібна монета залишилася у обігу. Колишні нерозмінні кредитні білети (формально номіновані в срібних рублях) перетворилися на кредитні білети, номіновані в золотих рублях і забезпечені золотим розмінним фондом. Вартість старого кредитного рубля на золото при перетворенні його в золотій не змінилася; не змінилися, отже, і внутрішні ціни. На цьому тимчасово закінчилася реформа російських паперових грошей, яка продовжилася через 16 років, коли перед самим початком Першої світової війни (законом від 27 липня 1914 року) уряд був змушений закрити розмін кредитних білетів на золото і знову перетворити їх на незабезпечені гроші.
Згідно реформам протягом 1898—1912 рр. були випущені нові кредитні білети номіналами 1, 3, 5, 10, 25, 50, 100 і 500 рублів. Продовжувався випуск монет номіналами від 1/4 копійки до 15 рублів. На срібних рублях знову з'явились портрети імператорів, а вага рубля стала рівною — 20,0 гр.
З 1898 р. випуск 7,5 і 15 рублів золотом припинився, замість цього знову повернули випуск 5 і 10 рублів. На всіх кредитних білетах було вказано: «Державний банк розмінює кредитні білети на золоту монету без обмеження суми (1 руб.=1/15 імперіала, містить 17,424 частки чистого золота)», напис відповідав дійсності до 27 липня 1914 року.
На всіх банкнотах позначався тільки перший рік емісії, тому розрізнити банкноти можна лише за підписами управляючих банку.

## Занепад фінансів в роки Першої Світової Війни
Напередодні світової війни усі європейські держави зупинили обмін паперових грошей на золото. Державний банк Росії також ухвалив таке рішення 27 липня 1914 року.
В умовах війни емісійна політика царського уряду докорінно змінилась. 1915 р. став останнім роком випуску золотих і великих срібних монет (1 рубель, 50 і 25 копійок). За різними даними, у 1915 році срібних рублів було випущено від 600 до 5000 штук (у 1914 р. — 536 тис.), а полтини і роздрібні монети замінили на паперові банкноти.

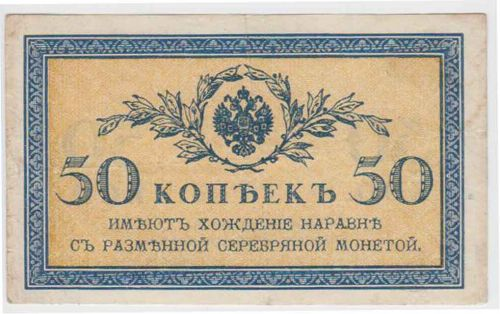
Такими банкнотами у 1915 р. замінили срібну монету

До кінця 1916 року царська монета повністю зникла з обігу; її замінили масовим випуском паперових грошей. Якщо станом на 1 січня 1914 р. в обігу було паперових грошей на суму 1 633 млн рублів, то на 1 січня 1915 р. — 2 947, на 1 січня 1916 р. — 5 617, а на 1 січня 1917 р. аж 9 103 млн рублів.
Після лютневої революції 1917 р. фінансове господарство країни перейшло до рук Тимчасового уряду. Фінансова політика нової влади значно загострила становище на грошовому ринку. Якщо емісійна політика царського уряду диктувалася лише воєнними потребами, то нове керівництво країни вдалося до цього інструменту для вирішення будь-яких, часто другорядних, проблем. За 8 місяців існування Тимчасового уряду емісія паперових грошей зросла вдвічі. Незабаром Тимчасовий уряд вже випускав власні банкноти — спершу повноцінні «думки», за тим «керенки» у вигляді відрізних талонів в рулонах.

Царський рубель зберігав довіру в населення навіть в роки громадянської війни, тому банкноти і монети царського уряду перебували в обігу до 1921 року, коли були замінені совзнаками.

## Банкноти

### Асигнації

#### Державні асигнації зразка 1769 року
| Банкноти випуску 1843 року | Банкноти випуску 1843 року | Банкноти випуску 1843 року | Банкноти випуску 1843 року | Банкноти випуску 1843 року | Банкноти випуску 1843 року | Банкноти випуску 1843 року | Банкноти випуску 1843 року |
| Зображення                 | Зображення                 | Номінал (рублів)           | Розміри (мм)               | Основні кольори            | Опис                       | Опис                       | Дата                       |
| Лицьова сторона            | Зворотня сторона           | Номінал (рублів)           | Розміри (мм)               | Основні кольори            | Лицьова сторона            | Зворотня сторона           | Дата                       |
| -------------------------- | -------------------------- | -------------------------- | -------------------------- | -------------------------- | -------------------------- | -------------------------- | -------------------------- |
| [[Файл:\|170пкс]]          | [[Файл:\|170пкс]]          | 25                         |                            |                            |                            |                            |                            |
| [[Файл:\|196пкс]]          | [[Файл:\|196пкс]]          | 50                         |                            |                            |                            |                            |                            |
| [[Файл:\|196пкс]]          | [[Файл:\|196пкс]]          | 75                         |                            |                            |                            |                            |                            |
| [[Файл:\|178пкс]]          | [[Файл:\|178пкс]]          | 100                        |                            |                            |                            |                            |                            |

#### Державні асигнації зразка 1786 року
| Банкноти випуску 1843 року | Банкноти випуску 1843 року | Банкноти випуску 1843 року | Банкноти випуску 1843 року | Банкноти випуску 1843 року | Банкноти випуску 1843 року | Банкноти випуску 1843 року | Банкноти випуску 1843 року |
| Зображення                 | Зображення                 | Номінал (рублів)           | Розміри (мм)               | Основні кольори            | Опис                       | Опис                       | Дата                       |
| Лицьова сторона            | Зворотня сторона           | Номінал (рублів)           | Розміри (мм)               | Основні кольори            | Лицьова сторона            | Зворотня сторона           | Дата                       |
| -------------------------- | -------------------------- | -------------------------- | -------------------------- | -------------------------- | -------------------------- | -------------------------- | -------------------------- |
|                            |                            | 5                          | 170×133                    |                            |                            |                            |                            |
|                            |                            | 10                         | 170×133                    |                            |                            |                            |                            |
|                            |                            | 25                         | 170×133                    |                            |                            |                            |                            |
|                            |                            | 50                         | 195×127                    |                            |                            |                            |                            |
|                            | [[Файл:\|195пкс]]          | 100                        | 195×175                    |                            |                            |                            |                            |

#### Державні асигнації зразка 1818 і 1819 років
| Банкноти зразка 1818 і 1819 років | Банкноти зразка 1818 і 1819 років | Банкноти зразка 1818 і 1819 років | Банкноти зразка 1818 і 1819 років | Банкноти зразка 1818 і 1819 років | Банкноти зразка 1818 і 1819 років | Банкноти зразка 1818 і 1819 років | Банкноти зразка 1818 і 1819 років | Банкноти зразка 1818 і 1819 років | Банкноти зразка 1818 і 1819 років | Банкноти зразка 1818 і 1819 років |
| Зображення                        | Зображення                        | Номінал (рублів)                  | Розмір (мм)                       | Основні кольори                   | Опис                              | Опис                              | Опис                              | Дата введення                     | Дата друку                        | Дата вилучення                    |
| Лицьова сторона                   | Зворотня сторона                  | Номінал (рублів)                  | Розмір (мм)                       | Основні кольори                   | Лицьова сторона                   | Зворотня сторона                  | Водяний знак                      | Дата введення                     | Дата друку                        | Дата вилучення                    |
| --------------------------------- | --------------------------------- | --------------------------------- | --------------------------------- | --------------------------------- | --------------------------------- | --------------------------------- | --------------------------------- | --------------------------------- | --------------------------------- | --------------------------------- |
|                                   |                                   | 5                                 | 180×132                           | Темно-синій                       |                                   |                                   |                                   |                                   |                                   |                                   |
|                                   |                                   | 10                                | 185×132                           | Червоний відтінок                 |                                   |                                   |                                   |                                   |                                   |                                   |
|                                   |                                   | 25                                | 180×130                           | Білий                             |                                   |                                   |                                   |                                   |                                   |                                   |
|                                   |                                   | 50                                | 188×135                           | Білий                             |                                   |                                   |                                   |                                   |                                   |                                   |
|                                   |                                   | 100                               | 210×175                           | Білий                             |                                   |                                   |                                   |                                   |                                   |                                   |
|                                   |                                   | 200                               | 195×117                           | Білий                             |                                   |                                   |                                   |                                   |                                   |                                   |

### Кредитні білети

#### Державні кредитні білети зразка 1843 року
| Банкноти випуску 1843 року | Банкноти випуску 1843 року | Банкноти випуску 1843 року | Банкноти випуску 1843 року | Банкноти випуску 1843 року | Банкноти випуску 1843 року | Банкноти випуску 1843 року | Банкноти випуску 1843 року |
| Зображення                 | Зображення                 | Номінал (рублів)           | Розміри (мм)               | Основні кольори            | Опис                       | Опис                       | Дата                       |
| Лицьова сторона            | Зворотня сторона           | Номінал (рублів)           | Розміри (мм)               | Основні кольори            | Лицьова сторона            | Зворотня сторона           | Дата                       |
| -------------------------- | -------------------------- | -------------------------- | -------------------------- | -------------------------- | -------------------------- | -------------------------- | -------------------------- |
|                            |                            | 1                          | 140×108                    |                            |                            |                            |                            |
|                            |                            | 3                          | 155×110                    |                            |                            |                            |                            |
|                            |                            | 5                          | 170×110                    |                            |                            |                            |                            |
|                            |                            | 10                         | 114×155                    |                            |                            |                            |                            |
|                            |                            | 25                         | 110×170                    |                            |                            |                            |                            |
|                            |                            | 50                         | 196×115                    |                            |                            |                            |                            |
|                            |                            | 100                        | 132×178                    |                            |                            |                            |                            |

#### Державні кредитні білети зразка 1866 року
| Банкноти випуску 1866 року | Банкноти випуску 1866 року | Банкноти випуску 1866 року | Банкноти випуску 1866 року | Банкноти випуску 1866 року | Банкноти випуску 1866 року | Банкноти випуску 1866 року | Банкноти випуску 1866 року |
| Зображення                 | Зображення                 | Номінал (рублів)           | Розміри (мм)               | Основні кольори            | Опис                       | Опис                       | Дата                       |
| Лицьова сторона            | Зворотня сторона           | Номінал (рублів)           | Розміри (мм)               | Основні кольори            | Лицьова сторона            | Зворотня сторона           | Дата                       |
| -------------------------- | -------------------------- | -------------------------- | -------------------------- | -------------------------- | -------------------------- | -------------------------- | -------------------------- |
|                            |                            | 1                          | 150×90                     |                            |                            |                            |                            |
|                            |                            | 3                          | 150×95                     |                            |                            |                            |                            |
|                            |                            | 5                          | 164×93                     |                            |                            |                            |                            |
|                            |                            | 10                         | 166×98                     |                            |                            |                            |                            |
|                            |                            | 25                         | 175×100                    |                            |                            |                            |                            |
|                            |                            | 50                         | 175×105                    |                            |                            |                            |                            |
|                            |                            | 100                        | 214×130                    |                            |                            |                            |                            |

#### Державні кредитні білети зразка 1898—1899 років
| Банкноти випуску 1898—1899 років | Банкноти випуску 1898—1899 років | Банкноти випуску 1898—1899 років | Банкноти випуску 1898—1899 років | Банкноти випуску 1898—1899 років | Банкноти випуску 1898—1899 років                                                                           | Банкноти випуску 1898—1899 років                                           | Банкноти випуску 1898—1899 років |
| Зображення                       | Зображення                       | Номінал (рублів)                 | Розміри (мм)                     | Основні кольори                  | Опис | Опис                                                                       | Дата                             |
| Лицьова сторона                  | Зворотня сторона                 | Номінал (рублів)                 | Розміри (мм)                     | Основні кольори                  | Лицьова сторона                                                                                            | Зворотня сторона                                                           | Дата                             |
| -------------------------------- | -------------------------------- | -------------------------------- | -------------------------------- | -------------------------------- | --- | -------------------------------------------------------------------------- | -------------------------------- |
|                                  |                                  | 1                                | 154×99                           | синій коричневий                 | номінал, пояснювальний напис, державний герб, монограма Миколи II, підписи касира і керуючого, рік випуску | номінал, державний герб, пояснювальна напис                                | 1898                             |
|                                  |                                  | 3                                | 150×96                           | синій зелений                    | номінал, пояснювальний напис, державний герб, монограма Миколи II, підписи касира і керуючого, рік випуску | номінал, державний герб, пояснювальна напис                                | 1898                             |
|                                  |                                  | 5                                | 95×154                           | синій                            | номінал, пояснювальний напис, персоніфікація Росії з щитом і державним гербом, підписи касира і керуючого  | номінал, державний герб, пояснювальний напис, жіночі портрети, рік випуску | 1898                             |
|                                  |                                  | 10                               | 104×174                          | червоний                         | номінал, пояснювальний напис, персоніфікація Росії з щитом і державним гербом, підписи касира і керуючого  | номінал, державний герб, пояснювальний напис, рік випуску                  | 1898                             |
|                                  |                                  | 25                               | 175×104                          | фіолетовий синій                 | номінал, пояснювальний напис, персоніфікація Росії з щитом і державним гербом, підписи касира і керуючого  | номінал, державний герб, пояснювальний напис, жіночі портрети, рік випуску | 1899                             |
|                                  |                                  | 50                               | 189×119                          | сірий зелений                    | номінал, пояснювальний напис, портрет Миколи I, підписи касира і керуючого, рік випуску                    | номінал, державний герб, пояснювальний напис                               | 1899                             |
|                                  |                                  | 100                              | 260×122                          | коричневий синій                 | номінал, пояснювальний напис, портрет Катерини II, підписи касира і керуючого, рік випуску                 | номінал, державний герб                                                    | 1898                             |
|                                  |                                  | 500                              | 275×126                          | сірий червоний                   | номінал, пояснювальний напис, портрет Петра I, підписи касира і керуючого, рік випуску                     | номінал, державний герб, пояснювальний напис                               | 1898                             |

#### Державні кредитні білети зразка 1905—1912 років
| Банкноти зразка 1905—1912 років | Банкноти зразка 1905—1912 років | Банкноти зразка 1905—1912 років | Банкноти зразка 1905—1912 років | Банкноти зразка 1905—1912 років | Банкноти зразка 1905—1912 років | Банкноти зразка 1905—1912 років                                                            | Банкноти зразка 1905—1912 років |
| Зображення                      | Зображення                      | Номінал (рублів)                | Розміри (мм)                    | Основні кольори                 | Опис | Опис                                                                                       | Дата                            |
| Лицьова сторона                 | Зворотня сторона                | Номінал (рублів)                | Розміри (мм)                    | Основні кольори                 | Лицьова сторона | Зворотня сторона                                                                           | Дата                            |
| ------------------------------- | ------------------------------- | ------------------------------- | ------------------------------- | ------------------------------- | --- | ------------------------------------------------------------------------------------------ | ------------------------------- |
|                                 |                                 | 3                               | 154×99                          | зелений                         | Фон і малюнок багатобарвні. Друк чорний. Вензель «Н II». Керуючі: С. І. Тімашов, О. В. Коншин, І. П. Шипов                                                     | Фон багатобарвний (від світло-зеленого кольору до зелено-лілового. Малюнок багатобарвний). | 1905                            |
|                                 |                                 | 5                               | 99×158                          | синій                           | Фон жовто-коричневого кольору. Малюнок і друк темно-синього кольору. Керуючі: О. В. Коншин, І. П. Шипов                                                        | Фон багатобарвний. Малюнок синювато-чорного кольору.                                       | 1909                            |
|                                 |                                 | 10                              | 105×175                         | червоний                        | Фон і малюнок багатобарвні. Друк чорного кольору. Керуючі: С. І. Тімашов, О. В. Коншин, І. П. Шипов                                                            | Фон і малюнок багатобарвні.                                                                | 1909                            |
|                                 |                                 | 25                              | 178×108                         | червоний                        | Фон лівої половини бузковий, а правої блакитно-зеленуватого кольору. Малюнок і друк чорного кольору з фіолетовим відтінком. Керуючі: А. В. Коншин, І. П. Шипов | Фон темно-фіолетовий. Малюнок багатобарвний. Друк чорний.                                  | 1909                            |
|                                 |                                 | 100                             | 260×122                         | бежевий                         | Фон світло-коричневий. Малюнок чорного кольору. Світле поле на 1/4 довжини білета. Керуючі: О. В. Коншин, І. П. Шипов                                          | Фон коричневий. Друк чорний. Вензель «Н II».                                               | 1910                            |
|                                 |                                 | 500                             | 275×127                         | зелений                         | Фон білий. Малюнок малюнок синьо-сталевого кольору. Світле поле на 3/10 довжини квитка. Керуючі: О. В. Коншин, І. П. Шипов                                     | Фон в 3 кольори: коричневий, фіолетовий, зелений. Друк чорна. Вензель «Н II».              | 1912                            |

## Монети
Монети Російської імперії карбувалися протягом всього періоду існування цієї держави (1721—1917 роки). Їхнє карбування засновувалося на десятковій грошовій системі, де 1 рубль ділився на 100 копійок. Всі важливі рішення у справі карбування приймав зазвичай особисто імператор (імператриця), також він вносив якісь зміни до номіналів монет.